# Lago Caddo
Il lago Caddo (in inglese: Caddo Lake, in francese: Lac Caddo) è un lago degli Stati Uniti d'America di 103 km², situato nelle zone umide sul confine tra gli Stati di Texas e Louisiana, nel nord della contea di Harrison e nel sud della Contea di Marion nel Texas orientale, e nella parrocchia di Caddo in Louisiana. 
Il lago è così chiamato in relazione al popolo nativo americano Caddo o Caddoans, che visse in questa regione dal XVI secolo fino alla sua espulsione nel XIX secolo. Quella del lago Caddo è una zona umida protetta internazionalmente nell'ambito della convenzione di Ramsar.